# Красноколядинская сотня
Красноколядинская сотня — административно-территориальная и войсковая единица Прилуцкого полка Гетманщины. Основана в 1649 году под именем Краснянской сотни.

## География
В конце XVII и в начале XVIII веков занимала оба берега верхнего течения реки Ромен и его притоков.

## История
На территории Красноколядинской сотни в 1649 году, располагались четыре сотни: Краснянская, Кропивненская, Голинская и Корибутовская.
В 1654 году Кропивненская сотня уже была ликвидирована, к 1672 году перестала существовать Голенская сотня, а в 70-х годах XVII века населенные пункты всех упомянутых четырёх сотен были объединены в одну — Красноколядинскую сотню.
В 1738 году из Красноколядинской сотни была выделена восточная половина территории в отдельную сотню — Корибутовскую, которая в 1742 году вновь была присоединена к Красноколядинской.
В 1751 году Корибутовская сотня окончательно отделилась. После этого в Красноколядинской сотне осталось 20 населенных пунктов (Красный Колядин, Григорьевка, Поноры, Коренецкое, Липовое, Ярошевка, Дмитровка, Галка, Талалаевка, Кропивное, Рябухи, Грицовка, Рубанка, Лисогор и 6 хуторов).
Незадолго до отмены полкового устройства, в 1782 году, в сотню входило 72 населенных пункта (по состоянию на 1780 год).
Сотенный центр имел земляной замок и права свободного военного города. В XVIII веке город имел свою символику — печать с гербом, на котором было изображено сердце, увенчанное крестом.